# Supercoppa italiana 2002 (pallacanestro maschile)
La Supercoppa italiana 2002 fu l'8ª supercoppa italiana di pallacanestro maschile.
Fu vinta, per la terza volta, seconda consecutiva, da Pall. Treviso sulla Virtus Bologna.
Tornata alla formula a gara unica tra due squadre, ebbe la stessa sede dell'edizione precedente e, oltre allo stesso esito, anche lo stesso miglior giocatore della partita, lo statunitense  Tyus Edney.

## Tabellino
| Arbitri: | Alberto Grossi Luciano Tola Pierluigi D'Este |

|          |            |             |
| Edney 31 | Punti      | 21 Bell     |
| Nicola 9 | Rimbalzi   | 12 Andersen |
| Messina  | Allenatori | Tanjević    |